# Heide-Süd
Heide-Süd ist ein Stadtteil im Stadtbezirk West von Halle (Saale) in Sachsen-Anhalt. Er wurde ab 1994 auf dem Gelände einer ehemaligen Kaserne südlich der Dölauer Heide entwickelt. Mit dem östlich gelegenen Kröllwitz teilt er sich den Wissenschaftsstandort Weinberg Campus. Im Dezember 2020 hatte Heide-Süd 4518 Einwohner.

## Geographie

### Lage
Heide-Süd liegt im Stadtbezirk West von Halle. Es befindet sich dabei ungefähr 500 m westlich der Saale auf Höhe von Giebichenstein. Nordwestlich liegt die Dölauer Heide und im Westen der Stadtteil Nietleben. Im Süden befindet sich das Stadtviertel Nördliche Neustadt als Teil der ehemals selbstständigen Planstadt Halle-Neustadt. Im Osten liegen die Stadtteile Saaleaue und Kröllwitz. Weite Teile des Stadtteils werden von einem Wohngebiet bedeckt. Heide-Süd teilt sich außerdem den Wissenschaftsstandort Weinberg Campus mit Kröllwitz.

## Geschichte
Heide-Süd wird erst seit 1994 als Stadtteil entwickelt. Die erste Bebauung wird auf das Jahr 1847 datiert, wo die Königliche Landesheil- und Pflegeanstalt zu Nietleben errichtet wurde. Auf dem 1924 errichteten Verkehrsflughafen Halle-Nietleben wurde ab 1934 im Rahmen der Aufrüstung der Wehrmacht die Heeres- und Luftwaffennachrichtenschule gebaut. Das Militärgelände wurde dann nach dem Zweiten Weltkrieg bis 1991 durch die sowjetischen Truppen benutzt. Nach deren Abzug entstand nach Stadtratsbeschluss über die Entwicklungssatzung im Jahr 1994 der Stadtteil Heide-Süd. Vier Jahre später sind die ersten Wohngebäude bezugsfertig.
Ende der 2010er Jahre prüfte die Stadt Halle die Idee einer Straßenbahn-Neubaustrecke ins Zentrum von Heide-Süd. Diese wäre am Straßburger Weg von der Bestandsstrecke abgebogen und nach Südwesten bis zur Scharnhorststraße verlaufen. Aufgrund von Protesten der Anwohner, die eine Wertminderung ihrer Grundstücke und eine Verschlechterung der Verkehrssituation befürchteten, wurde das Projekt wieder verworfen.
Am 9. November 2014, anlässlich des 25. Jahrestages des Mauerfalls, wurde im Grünen Dreieck beim Ausgang Scharnhorststraße ein Baumdenkmal für die Deutsche Einheit feierlich eingeweiht.

### Einwohnerentwicklung

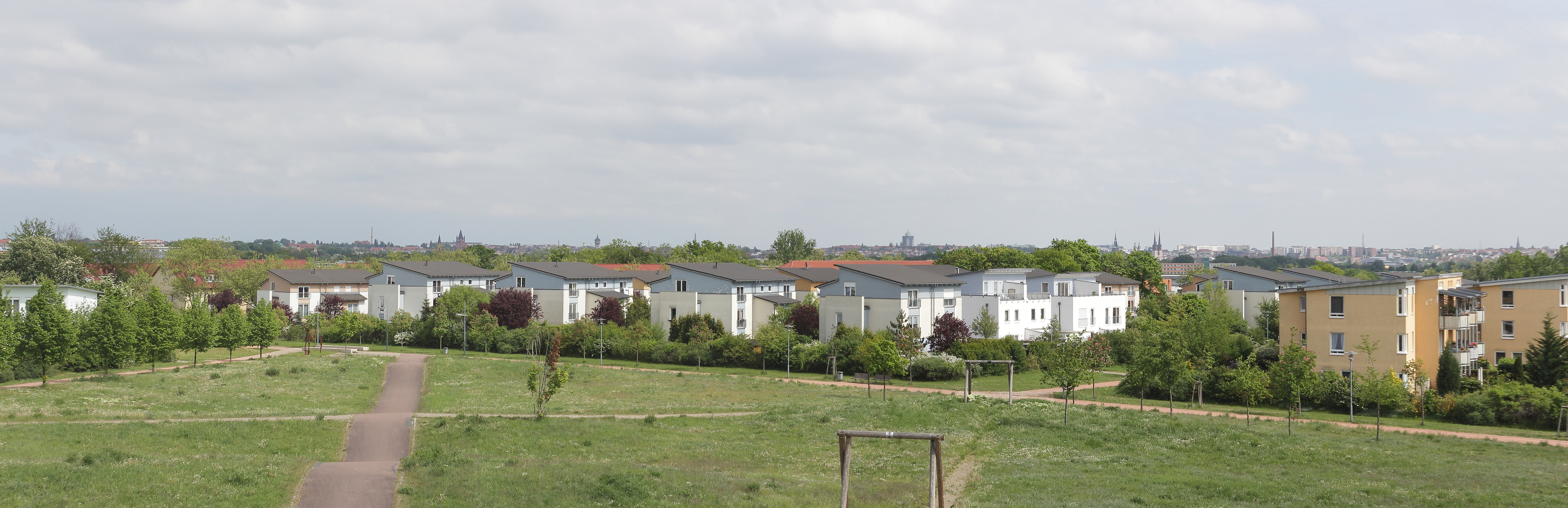
Durch den Neubau von Häusern nahm die Bevölkerungszahl stetig zu.

Die Zahl der Einwohner in Heide Süd wächst stetig an, was hauptsächlich mit dem Bau von neuen Einfamilienhäusern zusammenhängt. Die folgende Statistik zeigt die Einwohnerentwicklung in Heide Süd von 2000 bis 2018.

## Infrastruktur

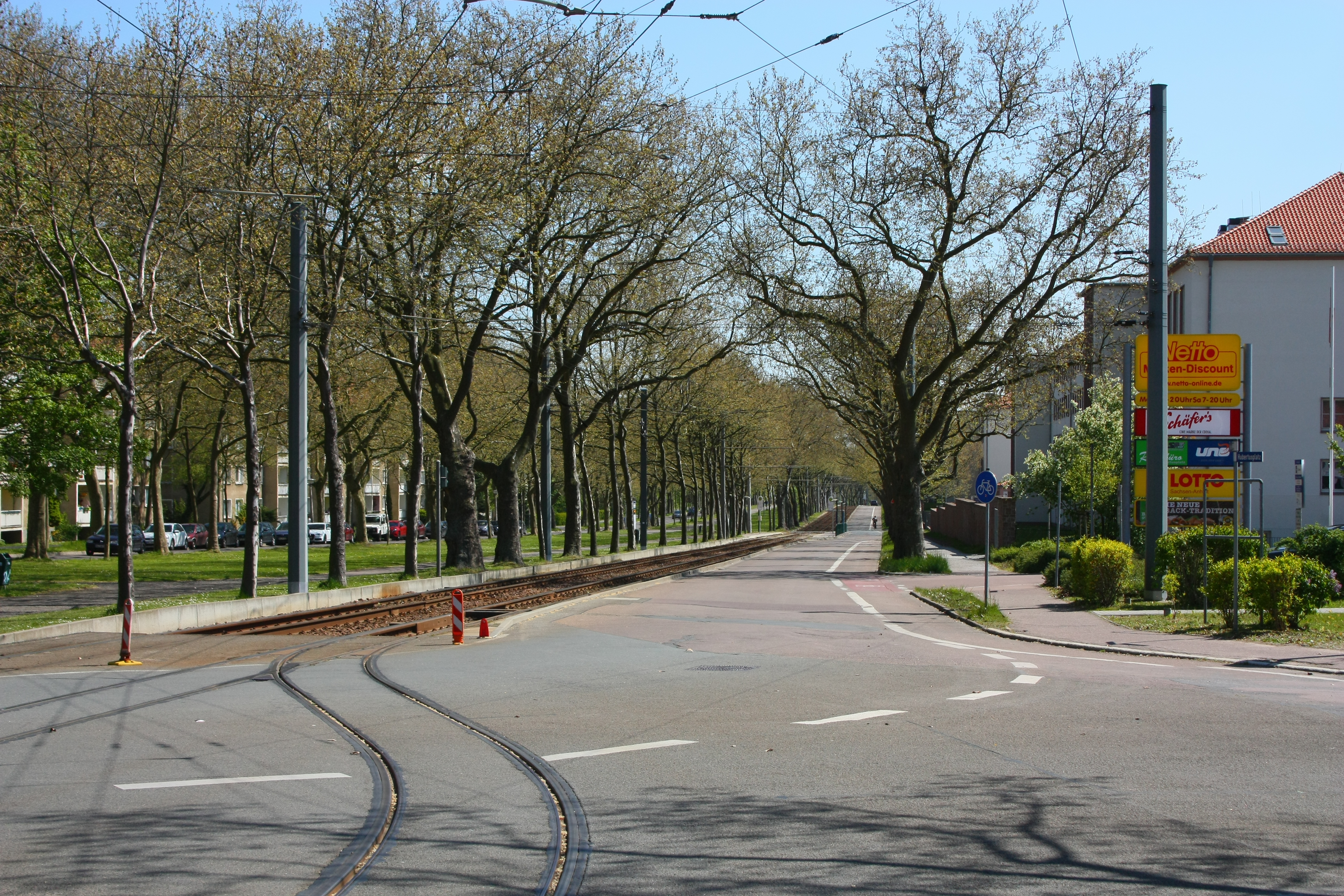
Die Heideallee bildet als größere Durchgangsstraße die Ostgrenze von Heide-Süd

Mit den Straßenbahnlinien 4 und 5 sowie 94 der HAVAG auf der Heideallee gibt es eine Anbindung nach Kröllwitz, zum Hauptbahnhof und nach Merseburg und Leuna. Die Buslinien 34 und 36 bedienen vor allem den westlichen Teil des Viertels. Die B 80 befindet sich etwa einen Kilometer südlich am Rennbahnkreuz. Mit diesem ist Heide-Süd durch den Gimritzer Damm verbunden. Weiterhin gibt es kleinere Straßen nach Neustadt, nach Kröllwitz und in Richtung Heide-Nord/Blumenau und Lettin.
Am Weinberg Campus stehen die Naturwissenschaftliche Fakultät III und das Institut für Physik der Uni Halle, das Fraunhofer-Institut und weitere Forschungsinstitute. Das Studentenwerk Halle unterhält aktuell zwei Mensen auf dem Weinberg Campus. Von diesen steht die Heidemensa auf dem Gebiet von Heide-Süd.
Im Nordosten und im Zentrum von Heide-Süd haben sich Supermärkte, kleinere Märkte und Arztpraxen angesiedelt.
Am Hubertusplatz am nordöstlichen Rand von Heide-Süd steht schon im Stadtteil Kröllwitz das Universitätsklinikum Halle (Saale). Dieses hat über 1000 Betten und über 3000 Mitarbeiter.

## Naherholung  und Sehenswürdigkeiten
Mit den Weinbergwiesen und dem Grünen Dreieck besitzt der Stadtteil einen hohen Anteil (rd. 38 %) an Naherholungsanlagen und Grünflächen. Unmittelbar nördlich der Siedlung liegt das Waldgebiet der Dölauer Heide mit einem weitläufigen Netz aus Waldwegen. Es gibt eine Aussichtsplattform auf dem dort gelegenen Kolkturm. Südöstlich von Heide-Süd ist das Naherholungsgebiet der Peißnitzinsel in der Saaleaue erreichbar.
Das Baumdenkmal für die Deutsche Einheit befindet sich im Grünen Dreieck beim Ausgang Scharnhorststraße.